# Галичица
Галичица е планина в югозападната част на Северна Македония и в Източна Албания, която се издига като хребет между Охридското и Преспанското езера. Поради природните си особености, през 1958 г. 22 750 хектара от македонската част на Галичица са обявени за национален парк Галичица.
На брега на Охридското езеро се намира манастирът „Свети Наум“, основан около 900 г. от Наум Преславски.

## География
Галичица е дълга 35 километра и е разположена в посока север-юг. На територията на Албания преминава в планината Сува гора (Мали и Тата). Най-високи върхове са Магаро (2254 m), Лако Сигноп (1984 м) и Гога (1737 м), а от връх Баба могат да се видят едновременно двете езера.
Образувана е през терциера и е съставена от мезозойски варовици с дебелина 500-550 м върху основа от палеозойски метаморфни силикати (кристалинни шисти).
Поради варовитостта си е бедна на вода, но е богата на карстови извори и пещери. Според сайта Ohrid na dlanka, още в началото на XX век Йован Цвиич изказва предположението, че водата на Преспанското езеро понира през карстовите райони на Галичица и Сува Гора в Охридското езеро. Страницата цитира също изследване на природни изотопи от 1980 г., доказващо предполаганата хидрографска връзка - над 50% от изворите край манастира Свети Наум край Охридското езеро получават вода от Преспанското.

## Биологично разнообразие
Галичица се отличава с много богат растителен и животински свят. Някои видове се намират единствено в нея за цялата територия на Северна Македония, а други са местни ендемични видове.
Според описанието на националния парк , в него се допират ареалите на различни видове растения. На територията му се намират 37 растителни вида, от които 20 са дървесни, а 12 са местни ендемити.
Животинското царство е представено от 1644 вида пеперуди, 30 вида земноводни и влечуги, 266 вида птици и 51 вида бозайници. Разнообразието от пеперуди е много голямо за такава малка площ, а броят на видовете птици и бозайници е съответно 84% и 62% от всички видове за цялата територия на Северна Македония.

## Други
По време на Първата световна война през Галичица минава фронтовата линия. И до днес на някои места в планината са запазени следи от позициите на българската армия, отбранявала района през 1916-1918 г., а един от главните върхове носи името Бугарска чука.
На Галичица е наречена улица в квартал „Лозенец“ в София (Карта).